# Mocha (JavaScript-keretrendszer)
A Mocha egy JavaScript-tesztkeretrendszer Node.js programokhoz. Rendelkezik böngészőtámogatással, aszinkron teszteléssel, tesztlefedettség-jelentésekkel és bármely kijelentés könyvtárak (assertion library) használatával.

## Kijelentés könyvtárak
A Mocha a legtöbb JavaScript állítás könyvtárral használható, beleértve:
- should.js
- express.js
- chai
- better-assert
- unexpected

## Használata és a példák
```
$ 
npm
 
install
 
-g
 
mocha

$ 
mkdir
 
test

$ 
$EDITOR
 
test/test.js
 
# or open with your favorite editor

```

```
var
 
assert
 
=
 
require
(
"assert"
)

describe
(
'Foo'
,
 
function
(){

  
describe
(
'#getBar(value)'
,
 
function
(){

    
it
(
'should return 100 when value is negative'
)
 
// placeholder

    
it
(
'should return 0 when value is positive'
,
 
function
(){

      
assert
.
equal
(
0
,
 
Foo
.
getBar
(
10
));

    
})

  
})

})

```

```
$  
mocha

.

1 test complete (1ms)

```

Aszinkron teszteléshez meg hívja a visszahívás függvényt, és a Mocha megvárja a befejezést.
```
describe
(
'Foo'
,
 
function
(){

  
describe
(
'#bar()'
,
 
function
(){

    
it
(
'should work without error'
,
 
function
(
done
){

      
var
 
foo
 
=
 
new
 
Foo
(
128
);

      
foo
.
bar
(
done
);

    
})

  
})

})

```

## Fordítás
- Ez a szócikk részben vagy egészben  a   Mocha (JavaScript framework) című angol Wikipédia-szócikk ezen változatának fordításán alapul.  Az eredeti cikk szerkesztőit annak laptörténete sorolja fel. Ez a jelzés csupán a megfogalmazás eredetét és a szerzői jogokat jelzi, nem szolgál a cikkben szereplő információk forrásmegjelöléseként.